# Crocallis triangulata
Crocallis triangulata là một loài bướm đêm trong họ Geometridae.